# Cyclosa inca
Cyclosa inca là một loài nhện trong họ Araneidae.
Loài này thuộc chi Cyclosa. Cyclosa inca được Herbert Walter Levi miêu tả năm 1999.